# Tórsvøllur
Tórsvøllur [ˈtɔuɻʂˑvœdlʊɹ] (Thors plads) er Færøernes nationalstadion, beliggende i Tórshavn. Med cirka 6.500 tilskuerpladser er det landets største stadion. Fodboldbanen vender således, at hjørnerne peger mod syd, nord, øst og vest. Der er siddepladser ved tre sider. Den side, som ikke har siddepladser men en gymnastikhal, vender mod nordvest. Det andet mål, hvor de færøske supportere, Skansin, sidder, ligger mod sydøst. Langsiden som har flest siddepladser ligger mod nordøst, den anden langside ligger mod sydvest.

## Historie
Tórsvøllur blev indviet med en venskabskamp mellem Færøerne og AaB den 9. juli 1999, for at få en græsbane med målene 100*65 meter i Tórshavn, som kunne huse internationale kampe. Selve stadion med siddepladser ved tre sider blev bygget i 1999 af Tórsvøllur Fonden.  Tórshavn Kommune overtog Tórsvøllur Stadion i 2008 fra fonden og byggede en bygning bag ved det sydvestlige mål, hvis formål var at danne rammer om Tórshavns gymnastik.
Tidligere spillede Færøernes fodboldlandshold sine hjemmekampe på Svangaskarð stadion i Toftir, der også på grund af sin naturgræsplæne er godkendt af UEFA.
Den 29. juni 2010 var der 6.500 tilskuere til koncert med Elton John på Tórsvøllur.
Indtil 2005 blev finalekampene i pokalturneringen Løgmanssteypið spillet her, hvorefter den blev spillet i Klaksvík den weekend hvor Klaksvík danner ramme om en af Færøernes mest populære musikfestivaler, Summarfestivalurin. Men i 2012 blev finalen om Lagmandspokalen igen flyttet til Tórsvøllur i Tórshavn. Tórsvøllur er ikke et klubstadion. Tórshavnklubberne HB Tórshavn og B36 Tórshavn spiller ved siden af, på Gundadalur stadion's øvre fodboldbane (Ovarivøllur), som blev indviet i 1911, der findes også en tredje som ligger lige øst for Ovarivøllur, den kaldes Niðarivøllur, da den ligger lidt lavere end Ovarivøllur. Senere blev der anlagt en kunstgræsplæne på Ovarivøllur. Gundadalur's øvre stadion har plads til cirka 5.000 tilskuere. Niðarivøllur bruges til f.eks. mændenes 2. division (Giza/Hoyvík's hjemmebane) og 3. division.
Tórsvøllur er blevet udbygget flere gange. Den lange tribune mod nord har fået tag. Den østlige tribune ved det østlige mål blev lavet helt på ny, en bygning blev bygget, som har kontor, VIP rum, café ud mod gaden m.m. Der er også tag over siddepladerne, som mest bruges af det færøske landsholdssupportere, Skansin. Fire store lysmaster blev taget i brug mod landskampen mod Italien den 2. september 2011. De lyste for første gang få dage før, for at teste dem, det var den 30. august 2011.

## Billeder
- Den sydøstlige tribune, hvor de færøske supportere, Skansin, sidder bag ved målet.
- Skansin, færøske supportere på Tórsvøllur Stadion.
- Færøerne spiller mod Grækenland på Tórsvøllur den 13. juni 2015 og vandt 2-1.
- Færøernes og Grækenlands nationalsange synges på Tórsvøllur.
- Tórsvøllur, da det blev brugt til Elton John-koncert i juni 2010. Siddepladserne var ikke overdækkede dengang.
- Udsigt mod syd og øst
- Den nordøstlige tribune, som har flest siddepladser
- Tórsvøllur, gymnastikhallen Fimi ses bag ved målet, der er pointtavlen også.
- Den østlige del af stadion, en del af siddepladserne ses. VIP pladser ses øverst til venstre, disse er udendørs og indendørs.